# Albert Folch i Pi
Albert Folch i Pi (Barcelona, 10 de desembre de 1905 - Ciutat de Mèxic, Mèxic, 1993) fou un metge català, fill de Rafael Folch i Capdevila i de Maria Pi Ferrer. Germà de Frederic Folch i Pi, Núria Folch i Pi, i de Jordi Folch i Pi.

## Biografia
El 1926 es llicencià en medicina a la Universitat de Barcelona i després de fer el doctorat a Madrid va col·laborar amb August Pi i Sunyer a l'Institut de Fisiologia, on va realitzar investigacions sobre electrocardiogrames i el metabolisme dels hidrats de carboni.
El 1934 fou nomenat professor ajudant de Malalties de Nutrició a la Universitat de Barcelona, alhora que exercia com a metge i estudiava tècniques de laboratori. També fou membre de la Junta Directiva de la Facultat de la Universitat Autònoma de Barcelona i militant de la Unió General de Treballadors.
Durant la guerra civil espanyola fou comandant metge de l'Exèrcit Popular de la República i cap dels Serveis d'Investigació Biològica. Durant el conflicte investigà amb el tinent coronel mèdic Joaquín D'Harcourt noves tècniques en la cura oclusiva de les ferides de guerra, així com els efectes de la sulfamida en les ferides i les lesions produïdes per la congelació d'extremitats durant la batalla de Terol.
En acabar el conflicte marxà a França, on la seva experiència en el tractament de ferides de guerra el va facilitar la seva contractació com a professor de fisiologia i farmacologia a la Universitat de Tolosa de Llenguadoc. El març de 1942 marxà cap a Mèxic a bord del vaixell Nyassa. A Mèxic fou professor de farmacologia a l'Institut Politècnic Nacional, on en serà catedràtic de 1945 a 1988, i posteriorment treballà als laboratoris IQFA.

## Obres
- Los dos cerebros (1966)
- Mesers, lasers i medicina (1966)
- Proteínas plásmicas e inmonoglobulinas (1967)
- Receptoras (1980)
- Prostaglandinas en clínica patología (1982)
- El sistema internacional de unidades (1983)